# Meggyhasú sügér

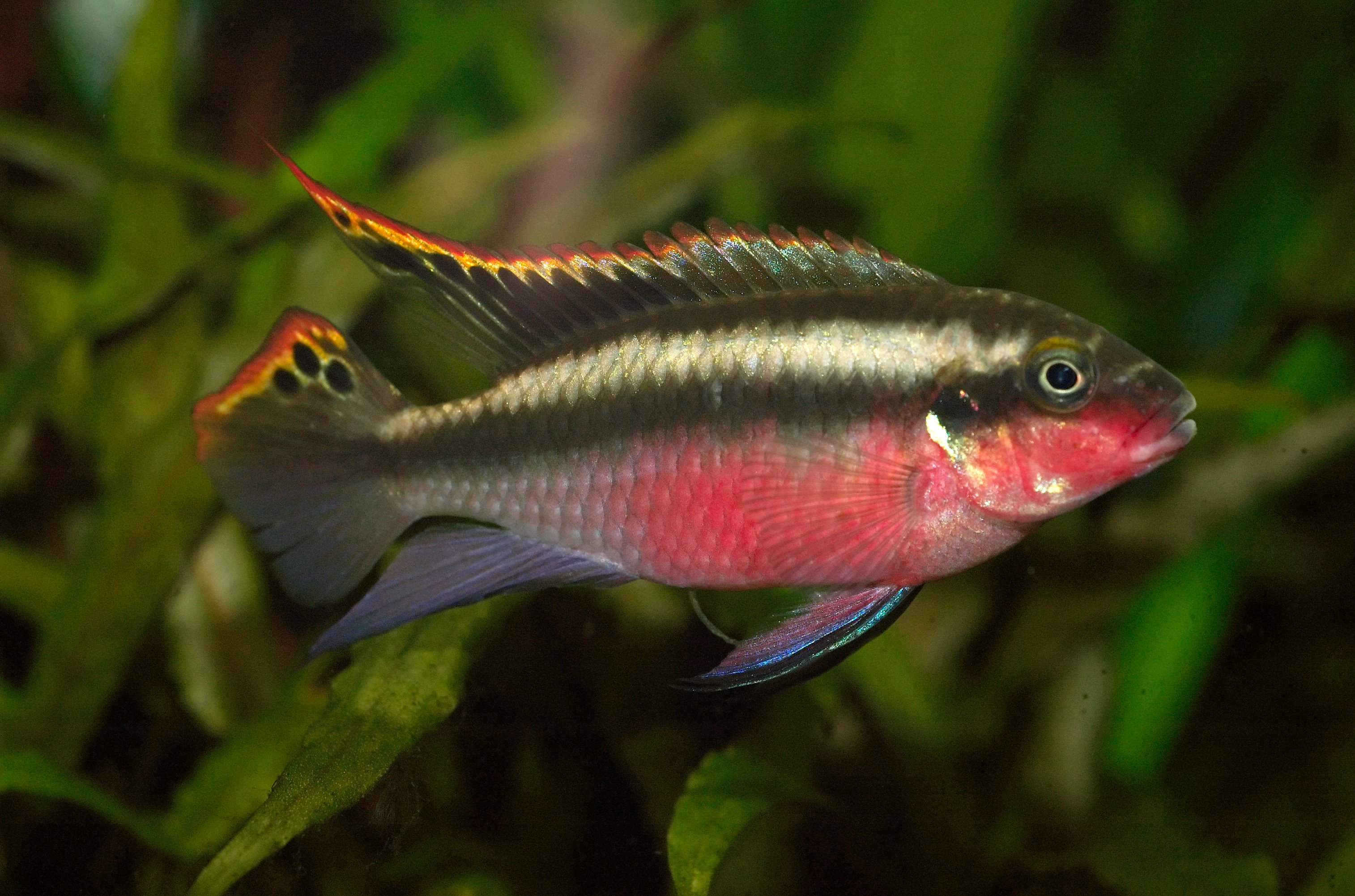
Hím

A meggyhasú sügér (Pelvicachromis pulcher), korábban (Pelvicachromis kribensis) a bölcsőszájú halak csoportjába, a sügéralakúak rendjébe és a Cichlidae családba tartozó trópusi halfaj.
Magyarul számos néven ismert (például bíborhasú sügér, királysügér), de a köznyelvben leggyakrabban meggyhasú sügér néven fordul elő.

## Előfordulása
A természetben Nyugat-Afrika sivataghoz közeli vizeiben, Nigéria folyóiban és holtágaiban honos.

## Megjelenése
Testhossza 8–10 centiméter. Testének két különböző színű területét az orrtól a farokúszó középső sugaráig benyúló, az egész testen végighúzódó sötét sáv választja el. A hasúszók kékesvörösek, a homlokon világos sáv halad keresztül. Az ivar megállapítása egyszerű: a hímek nagyobbak, hát-és hasvonalának körvonala szimmetrikus, testüknek alsó része ezüstösrózsás ibolyaszínű, hátúszójuk csúcsos, hasúszóinak szegélye kék, a farokúszó központi sugarai sötétek, meggyfoltjuk halvány vagy teljesen hiányzik. A nőstények kisebbek, szemük fölött és alatt aranyló terület van, hátúszójuk lekerekített, farok-és hátúszójukon sötét pettyek találhatók, az ívási időszakban testük nagyon megduzzad és bíborvörös folt jelenik meg a hasukon.

## Tartása
Igénytelen hal, társas akváriumba is ajánlható. Békés természetű, csak a szaporodási időszakban válik agresszívvé. Legtöbbször a víz középső és alsó rétegeiben tartózkodik. A vízminőségre nem válogatós, a kemény és a lágy vízhez is alkalmazkodik. Természetes élőhelyükön a víz lágy és kissé savas. 26–28 °C-os vízben tartsuk. A szabadban ragadozó életmódot folytat, gerincteleneket fogyaszt, de fogságban mindenevő. Egy pár számára 80-100 literes akvárium a megfelelő. Kedveli a barlangokat, köveket, rejtekhelyeket. Gyakran egy fél felfordított kókuszdió héját, vagy egy virágcserepet választ lakhelyéül és ikrázóhelyül. Kedveli a sűrű növényzetet és a gyökereket.
Legszerencsésebb párban tartani, könnyen szaporítható faj. Ha a pár jól kijön egymással, birtokba vesznek egy tereptárgyat, cserepet, követ, amelyet alaposan letisztogatnak. Az udvarlás ideje alatt megtörténhet, hogy a hím kissé megkergeti és megtépi leendő párját, de ez hamar megszűnik. A nőstény az agresszívabb, nem enged más halakat a területe közelébe, ártalmatlanul elhajt minden betolakodót. Az ívási időszak a környezetük megtisztításával kezdődik, először csak a nőstény tisztogat, majd a hím is segít. A nőstény meggyfoltja napról napra sötétebb lesz, ami jelzi a közelgő ikrázást. Néha remegő mozgással kelleti magát a hímnek. Általában a tereptárgyak felső részére vagy oldalára ikráznak. Mindkét szülő legyezi az ikrákat, de a nőstény gondosabb, a hím inkább a területet védi. Előfordulhat, hogy az első napokban a nőstény elkergeti a hímet, de később újra elfogadja. Az ikrák hosszúkásak és világossárga színűek, számuk 50–150 is lehet. Az ivadékok a kikelés utáni ötödik napon úsznak el, ekkorra már szikzacskójuk kiürült és felszívódott. Mivel az első hetekben nagyon aprók, frissen keltetett Artemia naupliusszal felnevelhetők, egy hónaposan már a vágott tubifexet is elfogadják. Korán válnak ivaréretté, 6–8 hónaposan már tenyészthetők.